# Xenophallus umbratilis
Xenophallus umbratilis – gatunek ryby z rodziny piękniczkowatych (Poeciliidae), jedyny przedstawiciel rodzaju Xenophallus. Występuje w Kostaryce i Nikaragui.